# Колесников, Александр Григорьевич (профессор)
Колесников Александр Григорьевич (10 марта 1947) — учёный в области обработки металлов давлением. Заслуженный работник высшей школы Российской Федерации (2022).
Окончил МГТУ (МВТУ) имени Н. Э. Баумана в 1970 г. по специальности «Металлургические машины и оборудование», доктор технических наук , профессор. Руководитель научно-учебного комплекса Московского государственного технического университета имени Н. Э. Баумана и декан факультета «Материалы и технологические процессы», «Машиностроительные технологии» с 1989 г.

## Награды
- Заслуженный работник высшей школы Российской Федерации (17 ноября 2022 года) — за заслуги в научно-педагогической деятельности, подготовке квалифицированных специалистов и многолетнюю добросовестную работу[2]
- Лауреат Государственной премии Российской Федерации 2000 года в области науки и техники (в группе учёных) — за разработку научных основ создания нового поколения сталей и сплавов для эксплуатации в экстремальных условиях и технологии их обработки[3]